# Liste der denkmalgeschützten Objekte in Reichenthal
Die Liste der denkmalgeschützten Objekte in Reichenthal enthält die 8 denkmalgeschützten, unbeweglichen Objekte der Gemeinde Reichenthal in Oberösterreich (Bezirk Urfahr-Umgebung).

## Denkmäler
| Foto |                 | Denkmal                                                                | Standort                                          | Beschreibung | Metadaten |
| ---- | --------------- | ---------------------------------------------------------------------- | ------------------------------------------------- | --- | --- |
| ja   | Datei hochladen | Kath. Pfarrkirche Hl. Bartholomäus HERIS-ID: 21748 Objekt-ID: 18070    | Marktplatz Standort KG: Reichenthal               | Die romanisch/gotische Pfarrkirche wurde zwischen 1890 und 1894 durch einen Neubau ersetzt, wobei die Saalkirche mit Einturmfassade im Stil der Neorenaissance ein Hauptwerk des späten Historismus in Oberösterreich darstellt. Der dreijochige Wandpfeilerbau mit eingefügten Emporen und eingezogenem Chor ist mit einer Einrichtung im Stil der Neorenaissance ausgestattet. Die Hoch- und Seitenaltäre sowie die Kanzel stammen von Ludwig Linzinger und wurden 1911 geschaffen.                                                 | BDA-Hist.: Q37864478 Status: § 2a Stand der BDA-Liste: 2025-06-30 Name: Kath. Pfarrkirche Hl. Bartholomäus GstNr.: .24 Sankt Bartholomäus (Reichenthal)   |
| ja   | Datei hochladen | Brunnen HERIS-ID: 22682 Objekt-ID: 19020                               | Marktplatz 8, gegenüber Standort KG: Reichenthal  | Der schlichte, rechteckige Brunnen auf dem Marktplatz von Reichenthal ist mit der Jahreszahl 1906 bezeichnet. | BDA-Hist.: Q37871708 Status: § 2a Stand der BDA-Liste: 2025-06-30 Name: Brunnen GstNr.: 1726/10                                                           |
| ja   | Datei hochladen | Figurenbildstock Hl. Johannes Nepomuk HERIS-ID: 21759 Objekt-ID: 18081 | Marktplatz 22, gegenüber Standort KG: Reichenthal | Die barocke Figur des Johannes Nepomuk befindet sich auf einem Sockel mit der Jahreszahl 1761 und wird von einer Einfassung mittels Balustrade umfasst. | BDA-Hist.: Q37864532 Status: § 2a Stand der BDA-Liste: 2025-06-30 Name: Figurenbildstock Hl. Johannes Nepomuk GstNr.: 1726/10                             |
| ja   | Datei hochladen | Wohnhaus, ehem. Pfarrhof HERIS-ID: 21758 Objekt-ID: 18080              | Marktplatz 1 Standort KG: Reichenthal             | Der ehemalige, zweigeschoßige Pfarrhof mit Walm- bzw. Schopfwalmdach wurde im dritten Viertel des 17. Jahrhunderts errichtet und Anfang des 19. Jahrhunderts aufgestockt. Die Fassade mit Putzrahmengliederung stammt aus dem 19. Jahrhundert und wird durch ein Portal mit der Jahreszahl 1666 akzentuiert. | BDA-Hist.: Q37864506 Status: § 2a Stand der BDA-Liste: 2025-06-30 Name: Wohnhaus, ehem. Pfarrhof GstNr.: .20/2                                            |
| ja   | Datei hochladen | Altes Schulhaus HERIS-ID: 21756 Objekt-ID: 18078                       | Marktplatz 5 Standort KG: Reichenthal             | Das alte Schulhaus besitzt einen Renaissancekeller, Stichkappentonnengewölbe über Steinsäulen und eine Steintreppe. Der Bau stammt aus dem dritten Viertel des 16. Jahrhunderts. | BDA-Hist.: Q37864494 Status: Bescheid Stand der BDA-Liste: 2025-06-30 Name: Altes Schulhaus GstNr.: .17/1                                                 |
| ja   | Datei hochladen | Pfarrhof HERIS-ID: 21760 Objekt-ID: 18082                              | Marktplatz 30 Standort KG: Reichenthal            | Der zweigeschoßige Pfarrhof mit Mittelrisalit und geschwungenem Giebel diente ursprünglich als Kinderbewahranstalt und wurde 1973 zum Pfarrhof umfunktioniert. Die Fassadengestaltung stammt aus dem Beginn des 20. Jahrhunderts, wobei eine ebenerdige Putzbänderung und im Obergeschoß eine Pilastergliederung, Parapetfelder und geschwungene Fensterverdachungen als Stilelemente eingesetzt wurden. Zum Pfarrhof gehört ein hinten anschließender Wirtschaftstrakt.                                                              | BDA-Hist.: Q37864543 Status: § 2a Stand der BDA-Liste: 2025-06-30 Name: Pfarrhof GstNr.: .27/1                                                            |
| ja   | Datei hochladen | Ehem. Zollhaus HERIS-ID: 21746 Objekt-ID: 18068                        | Stiftung 41 Standort KG: Stiftung bei Reichenthal | Das ehemalige Zollhaus stammt aus dem frühen 20. Jahrhundert | BDA-Hist.: Q37864456 Status: Bescheid Stand der BDA-Liste: 2025-06-30 Name: Ehem. Zollhaus GstNr.: .163                                                   |
| ja   | Datei hochladen | Schloss Waldenfels HERIS-ID: 22681 Objekt-ID: 19019                    | Hayrl 16 Standort KG: Reichenthal                 | Das Schloss Waldenfels diente als Feste auf einer felsigen Anhöhe und wurde im späten 16. bzw. frühen 17. Jahrhundert zu einem Schloss ausgebaut. Umbauten und Neuausstattungen erfolgten in der Barockzeit sowie im 19. Jahrhundert. Die großteils geschlossene, fünfeckige Anlage besteht aus dem ehemaligen Burgfelsen, einem Haupthof, einem Wirtschaftshof, dem sogenannten Turnierhof und dem ehemaligen Burggraben. In der Außenmauer im Norden und Westen der Anlage befinden sich Teile der spätmittelalterlichen Burgmauer. | BDA-Hist.: Q1334243 Status: Bescheid Stand der BDA-Liste: 2025-06-30 Name: Schloss Waldenfels GstNr.: .61/1, 663/1, 663/2 Schloss Waldenfels, Reichenthal |